# Tour de Flandes 1964
El Tour de Flandes 1964, la 48.ª edición de esta clásica ciclista belga. Se disputó el 5 de abril de 1964.
El ganador fue el alemán Rudi Altig, que se impuso con más de cuatro minutos de ventaja respecto a sus inmediatos clasificados, el belga Benoni Beheyt y el holandés Jo De Roo, segundo y tercero respectivamente. 

## Clasificación General
| Posición | Ciclista               | Equipo                      | Tiempo     |
| -------- | ---------------------- | --------------------------- | ---------- |
| 1        | Rudi Altig             | Saint-Raphaël-Gitane-Dunlop | 5h 43' 27" |
| 2        | Benoni Beheyt          | Wiel's-Groene Leeuw         | + 4' 05"   |
| 3        | Jo De Roo              | Saint-Raphaël-Gitane-Dunlop | m. t.      |
| 4        | Edward Sels            | Solo-Superia                | m. t.      |
| 5        | Georges Van Coningsloo | Peugeot-BP-Englebert        | m. t.      |
| 6        | Arthur Decabooter      | Solo-Superia                | m. t.      |
| 7        | Jos Verachtert         | Dr. Mann                    | m. t.      |
| 8        | Gustaaf De Smet        | Wiel's-Groene Leeuw         | m. t.      |
| 9        | Gilbert Desmet         | Wiel's-Groene Leeuw         | m. t.      |
| 10       | Rik van Looy           | Solo-Superia                | m. t.      |